# Nikolina Ćaćić
Nikolina Ćaćić (* 4. Januar 2001 in Zagreb) ist eine kroatische Boxerin, die sich im Federgewicht zur Teilnahme an den Olympischen Spielen 2020 in Tokio qualifizierte. Sie war damit die erste Boxerin Kroatiens, die sich für Olympische Spiele qualifizieren konnte. Nikolina Ćaćić begann im Alter von 14 Jahren mit dem Boxsport. Sie trainiert im Boxclub Omege Zagreb und wird von Franjo Kristić trainiert.

## Boxkarriere
Nikolina Ćaćić wurde 2016 Kroatische Juniorenmeisterin im Federgewicht sowie 2017 Kroatische Juniorenmeisterin im Leichtgewicht und erreichte das Viertelfinale bei den Junioren-Europameisterschaften 2017.
2018 wurde sie Kroatische Jugendmeisterin im Federgewicht, erreichte erneut ein Viertelfinale bei den Jugend-Europameisterschaften und gewann die Silbermedaille im Federgewicht bei den Jugend-Weltmeisterschaften, wobei es sich um die erste Medaille einer kroatischen Boxerin bei internationalen Großereignissen handelte.
2019 wurde sie Kroatische Jugendmeisterin im Leichtgewicht und erreichte den zweiten Platz im Bantamgewicht bei den Jugend-Europameisterschaften.
Bei der europäischen Olympiaqualifikation im März 2020 in London, welche aufgrund der COVID-19-Pandemie unterbrochen und im Juni 2021 in Paris fortgesetzt wurde, besiegte sie Amanda Millere aus Lettland, unterlag dann zwar gegen die Italienerin und spätere Goldmedaillengewinnerin Irma Testa, gewann jedoch das Box-off gegen die Türkin Aycan Güldağı, womit sie sich für die Olympischen Spiele in Tokio qualifizierte.
2021 folgte noch der Gewinn der Silbermedaille im Federgewicht bei den Balkanmeisterschaften und das Erreichen des Viertelfinales bei den U22-Europameisterschaften.
Bei den 2021 ausgetragenen Olympischen Spielen besiegte sie in der Vorrunde die US-Amerikanerin Yarisel Ramirez, ehe sie in der zweiten Vorrunde gegen die Kanadierin Caroline Veyre ausschied.
Bei der Weltmeisterschaft 2022 in Istanbul unterlag sie im Achtelfinale knapp gegen Carly McNaul und bei den Mittelmeerspielen 2022 in Oran im Viertelfinale gegen Bojana Gojković.
2023 gewann sie Bronze im Federgewicht bei der U22-Europameisterschaft in Budva, unterlag jedoch bei der Weltmeisterschaft in Neu-Delhi in der Vorrunde des Bantamgewichts gegen Yeni Arias.
2024 erreichte sie bei der Europameisterschaft in Belgrad einen 5. Platz im Federgewicht und schied bei den Olympiaqualifikationsturnieren in Busto Arsizio und Bangkok jeweils frühzeitig aus.